# Floradalia major
Floradalia major là một loài ruồi trong họ Tachinidae.